# Pomnik Jezusa Chrystusa Zmartwychwstałego w Tarnobrzegu
Pomnik Jezusa Chrystusa Zmartwychwstałego w Tarnobrzegu – figura powstała w 2001 r. Przedstawia postać Jezusa z wyciągniętymi w górę rękoma. Inicjatorem powstania w tym miejscu figury był proboszcz parafii Matki Bożej Nieustającej Pomocy - ks. Michał Józefczyk.
Pomnik znajduje się na skrzyżowaniu ulic: Kazimierza Wielkiego i Zwierzynieckiej, w bezpośrednim sąsiedztwie ulicy Wojciecha Kossaka.